# WASP-71
WASP-71 は、地球からくじら座の方向に約1,200光年離れた位置にある11等級の連星系である。

## 特徴
WASP-71 は、太陽よりも大型の恒星である主星と白色矮星の伴星から構成される連星系である。主星の「WASP-71A」は、太陽の約1.5倍の質量と約2倍の半径を持ち、有効温度も太陽よりやや高い。金属量は 0.15 であり、これはヘリウムよりも重い元素である重元素が太陽の約1.4倍含まれていることを示している。
2015年と2020年に公表された研究では、WASP-71A の周囲において伴星の存在は確認されなかった。しかし2022年に、地球上から射影された際の距離にして 2,261 au（約3382億 km）離れた位置で発見された白色矮星の伴星を持つ連星系であることが判明した。

## 惑星系
2012年に、スーパーWASP計画によるトランジット法での観測結果から主星の WASP-71A の周囲を公転している太陽系外惑星WASP-71b (WASP-71Ab) が発見された。この惑星は木星の約2.3倍ほどの質量を持ち、主星からわずか約 0.046 au しか離れていない軌道を約3日の公転周期で公転しているホット・ジュピターである。
| 名称 （恒星に近い順） | 質量           | 軌道長半径 （天文単位） | 公転周期 (日)       | 軌道離心率 | 軌道傾斜角     | 半径               |
| --------------------- | -------------- | ----------------------- | ------------------- | ---------- | -------------- | ------------------ |
| b (Tanzanite)         | 2.14 ± 0.08 MJ | 0.0460 ± 0.0006         | 2.903676 ± 0.000008 | < 0.019    | 85.8+2.4 −2.1° | 1.35+0.13 −0.07 RJ |

## 名称
2019年、世界中の全ての国または地域に1つの系外惑星系を命名する機会を提供する「IAU100 Name ExoWorldsプロジェクト」において、WASP-71はタンザニア連合共和国に割り当てられる系外惑星系となった。このプロジェクトは、「国際天文学連合100周年事業」の一環として計画されたイベントの1つで、タンザニア国内での選考、国際天文学連合 (IAU) への提案を経て太陽系外惑星とその主星に固有名が承認されるものであった。2019年12月17日、IAUから最終結果が公表され、WASP-71はMpingo、WASP-71 bはTanzaniteと命名された。これらは、タンザニアを象徴するよく知られた天然素材の名前に由来しており、Mpingoは、タンザニア南部に自生し、楽器や骨董品に使われるアフリカン・ブラックウッドの現地名に、Tanzaniteはタンザニアで産出する貴石タンザナイトに、それぞれちなんで名付けられた。